# Francesco Moraglia
Francesco Moraglia (Genua, 25 mei 1953) is een Italiaans rooms-katholiek geestelijke.
Moraglia werd op 29 juni 1977 tot priester gewijd. Op 6 december 2007 werd hij benoemd tot bisschop van La Spezia-Sarzana-Brugnato; zijn bisschopswijding vond plaats op 3 februari 2008.
Op 31 januari 2012 werd hij benoemd tot patriarch van Venetië als opvolger van Angelo Scola die in juni 2011 was benoemd tot aartsbisschop van Milaan. Als patriarch van Venetië is Moraglia gerechtigd kardinaalsrode koorkledij te dragen, hoewel hij zelf geen kardinaal is. Zijn rode bonnet heeft evenwel anders dan die van kardinalen een pompon, net als bij bisschoppen het geval is. 
- Biblioteca Nacional de España: XX4923214
- Istituto Centrale per il Catalogo Unico: BVEV051718
- Virtual International Authority File: 168890376

Lorenzo Giustiniani · Giovanni Barozzi · Maffeo Gherardi · Thomas Donatus · Marco Cornaro · Gerolamo Querini · Pietro Francesco Contarini · Vincenzo Diedo · Giovanni Trevisan · Lorenzo Priuli · Matteo Zane · Francesco Vendramin · Giovanni Tiepolo · Federico Corner · Gianfranco Morosini · Alvise Sagredo · Gianalberto Badoaro · Pietro Barbarigo · Marco Gradenigo · Francesco Antonio Correr · Aloysius Foscari · Giovanni Bragadin · Fridericus Maria Giovanelli · Ludovico Flangini Giovanelli · Nicola Saverio Gamboni · Francesco Milesi · Ján Krstitel Ladislav Pyrker · Giacomo Monico · Pietro Aurelio Mutti · Angelo Ramazzotti · Giuseppe Luigi Trevisanato · Domenico Agostini · Giuseppe Melchiorre Sarto · Aristide Cavallari · Pietro La Fontaine · Adeodato Giovanni Piazza · Carlo Agostini · Angelo Giuseppe Roncalli · Giovanni Urbani · Albino Luciani · Marco Cé · Angelo Scola · Francesco Moraglia